# Gilbert Shelton
Gilbert Shelton (Houston, 31 maggio 1940) è un fumettista statunitense, creatore di The Fabulous Furry Freak Brothers, Fat Freddy's Cat, Wonder Wart-Hog, Not Quite Dead.

## Biografia
Si è diplomato alla Lamar High School di Houston, poi ha frequentato la Washington and Lee University, la Texas A&M Universitye la University of Texas at Austin, dove si è laureato in scienze sociali nel 1961. Le sue prime tavole sono state pubblicate nella rivista umoristica dell'Università del Texas, il The Texas Ranger.
Subito dopo la laurea, Shelton si trasferisce a New York City e ottiene un lavoro su delle riviste automobilistiche. L'idea per il personaggio di Wonder Wart-Hog, una parodia di Superman, gli viene nel 1961. L'anno seguente Shelton torna in Texas per iscriversi alla scuola di specializzazione e ottenere un rinvio del servizio militare. Le prime due storie di Wonder Wart-Hog appaiono nella primavera del 1962 in Bacchanal, una rivista umoristica del college che ha però breve vita. In seguito diventa l'editore del The Texas Ranger e pubblica altre storie di Wonder Wart-Hog.
Dopo il passaggio dalla scuola di specializzazione alla scuola d'arte (dove diventa amico di Janis Joplin) per due anni, viene chiamato per svolgere il servizio militare, ma i dottori dell'esercito lo riformano quando ammette di fare uso di droghe. In seguito, tra il 1964 e il 1965, trascorre del tempo a Cleveland, dove la sua fidanzata del momento frequenta il Cleveland Art Institute. Fa domanda per un lavoro alla American Greeting Card Company (dove aveva lavorato il collega Robert Crumb) ma non viene preso.
Diventa invece art director per la Vulcan Gas Company, una sala musicale rock a Austin, dove lavora con Jim Franklin. Crea diversi poster nello stile degli artisti contemporanei della California, sul genere di Victor Moscoso e Rick Griffin. Dopo un anno si trasferisce a San Francisco nell'estate del 1968, con la speranza che essendo più vicino ai luoghi d'azione il suo lavoro ne avrebbe beneficiato.
Nello stesso anno la Millar Publishing Company, che ha pubblicato regolarmente le storie di Wonder Wart-Hog fin dal 1966, pubblica due volumi di Wonder Wart-Hog Quarterly stampandone 140 000 copie di ciascuno, ma i distributori non lo distribuiscono e ne vengono vendute solo 40 000 copie di ognuno.
Dopo una striscia chiamata Feds 'n' Heads (pubblicata da Print Mint), Gilbert crea la sua striscia più famosa, The Fabulous Furry Freak Brothers nel 1968, e il suo spin-off, Fat Freddy's Cat nel 1969, quando cofonda la Rip Off Press.
Shelton attualmente vive a Parigi. Il suo lavoro più recente, in collaborazione con l'illustratore francese Pic', è Not Quite Dead,che è comparso in Rip Off Comix #25 e in cinque libri a fumetti Not Quite Dead. Oltre ad una nuova storia di Wonder Wart-Hog per Zap Comix #15 (2005), il suo Fabulous Furry Freak Brothers è in fase di adattamento per un film d'animazione.